# کونگچتسه ویلکیه
کونگچتسه ویلکیه (به لهستانی:  Kończyce Wielkie) یک منطقهٔ مسکونی در لهستان است که در گمینا خاژلاخ واقع شده‌است. کونگچتسه ویلکیه ۱۴٫۴۵ کیلومتر مربع مساحت و ۱٬۸۵۷ نفر جمعیت دارد.